# Yangzhong
För andra betydelser, se Yangzhong (olika betydelser).
Yangzhong, tidigare romaniserat Yangchung, är en stad på häradsnivå som lyder under Zhenjiangs stad på prefekturnivå i Jiangsu-provinsen i östra Kina. Den ligger omkring 99 kilometer öster om provinshuvudstaden Nanjing.

## Källa
1. ↑  ”worldpostmarks.net”. Arkiverad från originalet den 2 januari 2015. https://web.archive.org/web/20150102101710/http://worldpostmarks.net/HTML%20Countries/china.htm. Läst 13 oktober 2014.